# 그리움엔 이유가 없다
"그리움엔 이유가 없다"는 1994년에 개봉한 대한민국의 영화이며 1992년 SBS 공채 2기 출신인 김수안(박찬우/X역) 이일화(윤수진/Y역)가 해당 영화로 스크린 데뷔를 했으나 흥행에 실패했으며 이일화 (윤수진/Y역)가 해당 영화에 출연한 뒤 낯뜨거운 장면이 있어 부모님한테 "절대 보러가지 말라"고 당부했으나 영화를 보고 온 아버지가 "잘 봤다"는 단 한마디를 건네기도 했다.

## 캐스팅
- 김수안 : 박찬우 / X  역
- 이일화 : 윤수진 / Y 역
- 하유미 : 정희 역
- 황성조 : 기만수 역
- 윤일봉 : 회장 역
- 진봉진 : 김 회장 역
- 이석구 : 정원조 역